# Pochod pro rodinu
Pochod pro rodinu je akce pořádaná Mladými křesťanskými demokraty (MKD) v reakci na průvody gay hrdosti. V Česku je cílem poukázat na údajně nedostatečné hájení zájmů tradiční rodiny a údajnou ztrátu významu slova rodina jako hodnotového pojmu ve společnosti. Také chce vyjádřit znepokojení, že zatímco o právech homosexuálů se dle MKD ve společnosti široce diskutuje, zájmy rodin obvykle nehájí nikdo.

## Historie akce
První ročník pochodu se konal v Brně 26. června 2010. Druhý ročník pochodu se konal v Praze 13. srpna 2011 a záštitu nad ním převzal předseda KDU-ČSL Pavel Bělobrádek.

### III. Pochod pro rodinu 2012
Třetí ročník byl ohlášen na 18. srpna 2012 a záštitu nad ním převzal kardinál Duka. Daniel Fajfr, předseda Rady Církve bratrské, uvedl, že od zamýšlené podpory akce upustili, protože jim připadá příliš konfrontační zamýšlený začátek pochodu v tutéž dobu a jen 100 metrů od místa začátku průvodu Prague Pride.